# Marcel Laniado
Marcel Jacobo Laniado De Wind (Guayaquil, 4 de junio de 1927 – Houston, 5 de agosto de 1998), más conocido como Marcel J Laniado o Marcel Laniado de Wind, fue un empresario, en la industria bancaria, fundador del Banco de Machala y posteriormente del Banco del Pacífico; en la agricultura, con la empresa Agrícola Los Álamos; político, alcalde de Machala, senador del Congreso Nacional, Ministro de Agricultura y otros cargos políticos; y humanista, promotor de varias fundaciones sin fines de lucro dedicadas a la educación, al mejoramiento de la producción empresarial, y mejorar el nivel de vida de los ecuatorianos, entre otros.
Fundó Banco de Machala en 1962, y fue su primer Gerente General, junto con amigos de la misma provincia de El Oro, y con capital de la misma provincia. Hasta la presente fecha (2012) no se ha dado la formación de otro Banco en dicha provincia con capitales de la provincia. Se convirtió en el Banco de preferencia de los orenses y desarrollo programas de crédito y promoción empresarial que hicieron que la provincia del Oro se mantenga como principal productor de banano, de otros productos agrícolas y mineros.
Compró la hacienda Los Álamos en 1964, con una extensión de 11,000 Hás. junto con su socio Esteban Quirola Figueroa, a la Standard Fruit Company, en poquísimos tiempo esta hacienda pasó a ser la productora de banano de Standard Fruit, hoy conocida como Dole, más importante, con bono por calidad de $1 por caja por encima del precio de mercado, transformó para siempre como se producía banano en Ecuador. Se inició además proceso de diversificación de la hacienda en ganadería, cítricos, verduras y vegetales y otros. Su trabajo en Hacienda Los Álamos como Gerente General lo hacía de viernes a domingo, entre semana ejercía la Gerencia General de Banco de Machala.
Fundó el Banco del Pacífico en 1972, y fue su primer presidente, junto con 447 otros accionistas provenientes de las principales provincias del país, ya este solo hecho de tener accionistas de todo el país, de tener un Banco de capital abierto ya lo hacía diferente al resto de Bancos, que eran de familias muy cerrados tanto en su estructura societaria como en sus políticas de crédito y servicio. Laniado de Wind le da tal dinamismo al Banco y en general a la Banca del país que ayuda a transformar esta industria a ser una de las más modernas en Latinoamérica y de mayor avance, y por supuesto Banco del Pacífico en poco tiempo pasó a ser el que lideraba en servicios, tecnología, y conceptos bancarios.

## Biografía

### Sus inicios
Marcel Jacobo Laniado de Wind nació el 4 de junio de 1927 en Guayaquil, Ecuador, su padre, Maurice Jacob Laniado Hassig, nació en la Argelia francesa, con raíces judías y raíces en Haifa (Imperio otomano). Laniado Hassig emigró al Ecuador vía Manaus, Brasil, e inició su vida en una comunidad judía en Quito. En dicha ciudad, conoció a Fredika Wind Dávila, ecuatoriana de origen judeo-neerlandés, nacida en Quito, con quien se casó; su madre Mercedes Dávila Peñaherrera, ecuatoriana de Quito.
Laniado Hassig, junto con su esposa, se mudaron a Ancón, en la Península de Santa Elena, donde la Compañía Británica Anglo Ecuadorian Oild Fields Limited había establecido su base de operaciones y donde la gran parte de su personal radicaba. De acuerdo a conversaciones con Laniado de Wind, su padre se mudó a Ancón para proteger a su esposa y su futura familia de las epidemias que azotaban el país, ya que en ese tiempo Ancón tenía por los ingleses los mejores centros médicos del País además de ser un centro de desarrollo. Laniado Hassig abrió el primer Hotel de Ancón y abrió una tienda de ventas generales. Después de algún tiempo en Ancón, Laniado Hassig busca mejores oportunidades en el sur del país, en Santa Rosa, provincia de El Oro, en la frontera con el Perú, esto a pesar de los deseos de su esposa de quedarse en Ancón.
Para este tiempo Marcel Jacobo había nacido en 1927, Cecilia había nacido en 1928, Martha en 1930 y Rodrigo en 1933. Marcel Jacobo atendió su primaria en escuela elemental en Ancón, su secundaria en Colegio La Salle de Quito como interno, donde completo sus estudios secundarios.
En 1941, durante la guerra peruano-ecuatoriana y a la edad de 14 años, Laniado de Wind y su familia fueron forzados a buscar refugio en Zaruma, provincia de El Oro. Durante esta invasión Laniado Hassig y su familia perdió todas sus pertenencias. Después que terminó la invasión y las fuerzas peruanas se retiraron de la provincia de El Oro, Laniado Hassig con su familia se mudaron a Guayaquil por un periodo de tiempo corto y luego regresaron a Machala, para comenzar de nuevo. Laniado Hassig comenzó produciendo componentes de hierro, una estación de gasolina distribuyendo productos de la empresa Anglo, y una fábrica de hielo, pudiendo ahorrar lo suficiente como para educar a su descendencia.
En 1946 Marcel Jacobo Laniado de Wind aplicó para estudiar agronomía en la Escuela Agrícola Panamericana, y después de que Laniado Hassig conoce a su primer director Wilson Popenoe acepta ir, de donde se gradúa en 1949 con el título de Agrónomo. De regreso a Machala, después de graduarse, a los pocos meses de llegar, su padre fallece (julio de 1949), y a la edad de 22 años se convierte en la cabeza de la familia, y debe trabajar en la fábrica de hielo y en la gasolinera para que sus hermanos puedan completar sus estudios algunos de ellos fuera del país, Cecil en Estados Unidos, y Rodrigo en Chile.

### Su vida empresarial

#### Banco de Machala
La provincia de El Oro, después de la invasión peruana en 1941, era una provincia abandonada por los gobiernos de turno, posiblemente por el miedo o la posibilidad de otra invasión, esto mantuvo la inversión privada lejos de la provincia y la inversión pública a la mínima expresión, a pesar de la riqueza en ese tiempo de la exportación de banano, de oro y café, sus carreteras eran de tercera categoría y sus ciudades se quedaron rezagadas. De Guayaquil a Machala en esa época se tenía que ir por Cuenca, cerca de 12 horas de viaje, lo que hoy se hace en 2 ½ horas, razón por la que se desarrolló el tráfico marítimo entre Guayaquil - Machala con los buques "Olmedo", "Presidente" y otros menores. Laniado de Wind decía ”Cuando regresé graduado en el 49 de la Escuela Agrícola Panamericana, me di cuenta del potencial agrícola de la provincia, pero no había Bancos para financiar dicho desarrollo, y mientras fui alcalde de Machala prometí a la gente que llevaría una sucursal de un Banco importante a Machala, pero fue imposible después de visitar a muchos de ellos en Guayaquil, así que fundé un Banco”.
Laniado de Wind dejó de ser Alcalde de Machala en 1962, después de hacer estudio para fundar el Banco de Machala, de levantar 5 millones de sucres de fondos de orenses que creyeron en el proyecto bancario, y de obtener la aprobación de la Superintendencia de Bancos, fundó el Banco de Machala, el único Banco de capital orense, y es así que en pocos meses se convierte en el Banco preferido en la provincia y de tener una oficina pequeña al lado del Hotel Machala a su edificio propio con toda la tecnología de construcción que en esa época se utilizaba, por supuesto el mejor edificio de la ciudad y de la provincia, con agencias en las principales ciudades de la provincia, otorgando créditos agrícolas a los orenses, al sindicato de profesores para que se puedan pagar los sueldos al día, para que cuando llegue los fondos del gobierno central se pague el crédito otorgado, esto permitió relativa paz entre los profesores que todos los años tenían manifestaciones callejeras reclamando al gobierno central la mejora la educación en la provincia.
El objetivo de Laniado de Wind en la creación de Banco de Machala fue en que se convierta en un Banco donde los orenses sientan que tienen a su Banco y puedan contar, confiar y puedan hacer todas sus transacciones bancarias. En esa época ya aplicaba conceptos bancarios como el de restringir y evitar que los accionistas se aprovecharan del dinero de los depositantes para beneficio propio, por lo cual tenía una muy seria separación entre los accionistas y la administración, sin que esto sea ley en ese tiempo pero política de Laniado de Wind. En 1970 Laniado de Wind se retiró del Banco y vendió su participación minoritaria a uno de sus amigos de ese entonces y socio, Esteban Quirola Figueroa.

#### Sociedad Agrícola Álamos
La Standard Fruit Company (conocida hoy como Dole), la empresa americana más grande en esa época en la producción y comercialización de banano a nivel mundial tenía entre otras cosas una hacienda de aproximadamente 11 000 ha en las faldas del Churute, río Cañar y Estero Trovador en la provincia del Guayas. Hacienda con graves problemas de producción y con un sindicato que prácticamente manejaban la hacienda a su antojo con tremendos beneficios pero sin ninguna responsabilidad de producir. Es en esta situación que personeros de Standard Fruit Company conociendo a Laniado de Wind lo que había hecho por la provincia del Oro y por los bananeros, le ofrecen la hacienda en venta. Laniado de Wind junto a Esteban Quirola Figueroa deciden aceptar la oferta y compran Hacienda Los Álamos, siendo Laniado de Wind el socio de trabajo con el 25% y Estaban Quirola el socio capitalista con el 75%.
Laniado de Wind siempre habló de Los Álamos como su sueño y proyecto preferido, en pocos años bajo el manejo de Laniado de Wind la hacienda pasó de tener 200Ha (aprox.) de banano mal manejadas a producir 125,000 cajas por semana con una plantación de 3000 ha, con bono de 1 dólar por caja por calidad. Se impusieron prácticas que transformaron la producción de banano para siempre, con diseño nuevo de las empacadoras, con protección de cada dedo de banano, con controles que iban desde cómo usaba el sombrero el cargador de banano para que no lo roce y dañe el dedo, hasta poner almohadillas mientras el racimo estaba colgado en la mata. Con nuevos métodos de riego que fueron luego ejemplo para seguir a las demás bananeras. La tecnología bananera aplicada en Álamos fue el estándar para la producción bananera del Ecuador en esa época.
Adicionalmente, inició el proceso de diversificación en la hacienda y se desarrollaron 300 ha de cítricos para exportación, naranjas, 100 ha de vegetales de distinto orden, se desarrolló un hato ganadero de carne Santa Gertrudis, que llegó a tener 3500 cabezas, que por muchos años se llevaron los primeros premios en la Feria de ganaderos del litoral en Guayaquil.
Al mismo tiempo se solucionó el problema laboral con el sindicato de trabajadores desde el inicio, básicamente se habló claro con la gente y los que no querían trabajar tenían que abandonar la hacienda. Se trabajó duro y las horas requeridas para manejar toda la hacienda, se tenía un grupo de ingenieros especializados en cada área agrícola requerida, el parque de maquinaria con los talleres y mantenimiento requerido, sistema de telefonía fija en cada una de las edificaciones dentro de la hacienda con capacidad de llamadas nacionales e internacionales. Se tenía personal recogiendo la basura en las calles de la hacienda porque era prohibido botar basura en la calle y en los sembríos era prohibido ver plásticos en el suelo. Todas las casas de ingenieros, empleados y trabajadores tenían y cumplían con las normas de vivir con decencia, todos los niños que vivían en la hacienda tenían la obligación de asistir a clases, donde había escuela gratuita de primaria con clases obligatorias de inglés y demás materias como en cualquier colegio de Guayaquil, con atención médica y seguro médico a todos los empleados y trabajadores, que incluía la disponibilidad de una avioneta para casos de emergencia para traslados a hospitales en Guayaquil, también tenía comisariato, cine, bibliotecas. Laniado de Wind propuso la compra a su socio mayoritario del total del paquete accionario, pero Quirola decide comprar todo el paquete y Laniado de Wind vender su participación.
Al mismo tiempo que Laniado de Wind se retira de Banco de Machala, se retira de Hacienda los Álamos.

#### Banco del Pacífico
Laniado de Wind inicia la idea de crear un banco a nivel nacional, inmediatamente después de retirarse de Banco de Machala y de Los Álamos, el 10 de abril de 1972 que abre las puertas Banco del Pacífico. En 1 ½ año Laniado de Wind, antes de la apertura, recorre el Ecuador entero y visita a todos los empresarios y personas de carácter que se acogieran a su idea de lo que significa tener un Banco en un país en desarrollo, con 447 accionistas y 40 millones de sucres abre el Banco del Pacífico. Era tan notorio la necesidad de un Banco que se abra al público en general, que deje de servir solamente a los amigos de los accionistas o administradores o a los propios accionistas, que Banco Pacífico, con su filosofía de apertura, de servir a la clientela no importando quien, solo bastaba que cliente sea de trabajo y de prestigio, que tenía las puertas abiertas para aquellos, que su tasa de crecimiento en número de clientes y en valor monetario de los depósitos en sus primeros 10 años fue histórico, no se conoce en la historia económica del Ecuador tal grado de acogida y crecimiento.
Este banco pequeño, recién abierto, no solo que atrae a los ecuatorianos en general, sino que fue notorio la apertura de cuentas de las empresas extranjeras más grandes del país en esa época, Standard Fruit Company, con Jurgen Schumager como Gerente General, La Cervecería Nacional y La Cemento Nacional, con James McGuines como Presidente, y muchas otras que hicieron de Banco del Pacífico su principal Banco.
Introdujo también el crédito a la comunidad en Ecuador (programa "Desarrollo de la Comunidad"), formó un equipo de jóvenes y los preparó en todo el país para asesorar al microempresario, al pequeño artesano, al pequeño agricultor, muchos de ellos son hoy empresarios medianos y grandes que comenzaron su desarrollo dentro de este programa; se convirtió en poco tiempo en el Banco de los pequeños mineros de oro, que desgraciadamente recibían por su oro no el correcto precio y la correcta medida, en poco tiempo de implementar este programa se convierte en el principal exportador de ORO del país, hasta que se cambiaron las leyes y se tuvo que dejar esta línea.
Introdujo financiaciones novedosas como el Arrendamiento Mercantil, el Factoring, pocos conocidos en esa época; influyó positivamente en la comercialización agrícola a través de Almaceneras de granos y depósitos de almacenaje; para el manejo de las inversiones en el exterior y el manejo de comercio exterior de los Ecuatorianos creó Banco del Pacífico Panamá y Pacific National Bank (PNB), siendo Banco del Pacífico el único Banco Ecuatoriano donde la autoridad americana de control bancario aprobó para tener un banco en Miami, Florida con licencia nacional, hasta el 2012, todavía no hay Banco Ecuatoriano que haya logrado tal licencia; en su buena época con los sistemas de comunicación (único Banco en aquella época con un convenio con PanAmsat satelital para unir todas sus sucursales dentro del país y sus bancos fuera del país), red de corresponsales en el exterior llegó a manejar el 40% de las exportaciones privadas del país.
Decía Laniado de Wind, que nada esto se pudo haber logrado si no era por él decidido, el compromiso del equipo de ejecutivos, empleados del banco y el soporte de los accionistas, Laniado de Wind decía que el lo que hacía era liberar esas energías, fluir ese espíritu innovador y de ideas para concretarlas y plasmarlas en resultados.

### Su vida Política
Fue el Alcalde de Machala. Elegido democráticamente por 4 años, durante su administración sentó las bases necesarias para el crecimiento urbanístico de la futura ciudad, con obras estructurales básicas como sistema de alcantarillado, pavimentación, energía eléctrica, red de telefonía automática y escuelas.
Fue un Diputado al Congreso, Diputado Constituyente por la provincia de El Oro en 1967.
Fue el ministro de Agricultura y Ganadería durante gobierno de León Febres-Cordero Ribadeneyra, 1984 a 1986. Durante su administración emprendió una restructuración de esa Cartera del Estado para hacer de ella una entidad ágil y eficiente, con tal propósito creó las subsecretarias de la Costa y de la Sierra y la Subsecretaria Regional, con sede en Guayaquil y jurisdicción para todo el Litoral Ecuatoriano y Galápagos. Dio prioridad al comercio, creando para el efecto la Subsecretaria de Comercialización, que puso en ejecución un programa por el cual se estableció la Bolsa de Productos Agropecuarios, a fin de eliminar los precios políticos. La adopción de estas y otras medidas creó confianza en el sector agropecuario del país; se estableció el Plan Bosque para fomentar la reforestación a nivel nacional y se creó la Fundación para el Desarrollo Agropecuario Fundagro.
Fue el presidente del Consejo Nacional de Modernización del Estado CONAM, 31 de marzo de 1994 a agosto de 1994 en representación del Presidente de la República.
Fue el presidente de la Comisión de Estudios para el Desarrollo de la Cuenca del Río Guayas CEDEGE, por dos ocasiones durante los gobiernos de Arquitecto Sixto Duran Ballén y del Dr. Fabián Alarcón Rivera.

### Su vida Humanista
- Fundador Fundación Huancavilca.
- Fundador Fundación Privada Ecuatoriana.
- Fundador Fundación Wilson Popenoe.[4]
- Fundador de Fundagro.
- Presidente del Directorio de la Fundación para el Desarrollo Científico y Tecnológico Fundecyt-Espol.
- Presidente del Directorio de la Fundación Educar, y un Miembro del Directorio.
- Miembro del consejo Fiduciario de la Escuela Agrícola Panamericana, Honduras, Centroamérica.
- Presidente de la Junta Directiva de la Universidad Técnica Federico Santa María, campus Guayaquil.
- Miembro de la Junta de Beneficencia de Guayaquil.

### Otras posiciones
- Director del Banco Nacional de Fomento, 1954
- Presidente Fundador de la Empresa Eléctrica de El Oro
- Presidente Fundador de la Cámara de Comercio de Machala
- Presidente del Club Rotario de Machala
- Director de Anglo Ecuadorian Oilfields, Ltd. En representación de la empresa Burmah Oil Company de Londres. 1969. Primer ecuatoriano que ocupó tal función, antes de Laniado de Wind todos los directores eran de Inglaterra
- Presidente de la Asociación de Bancos Privados del Ecuador (APBE),[12] 1987 a 1988
- Presidente Fundador de la Cámara de Comercio Internacional, 1991
- Presidente de Hotelera Machala, Hotel Oro Verde Machala, durante promoción hasta la apertura del Hotel en Machala.

## Reconocimientos
- Condecoración de la Orden Nacional al Mérito en el Grado de Caballero por sus servicios al país durante el gobierno del Dr. Otto Arosemena Gómez.
- Miembro del Consejo de los “15 Notables de las Américas” escogido por La Organización de Estado Americanos (OEA) y el Fórum de las Américas en 1979, cuya misión era la de orientar el esfuerzo de la integración Panamericana y promover el desarrollo de la iniciativa individual como metodología básica para el desarrollo supranacional del Continente Americano.
- Título de doctor honoris causa otorgado por el Consejo Politécnico de la Escuela Superior Politécnica del Litoral (ESPOL), el 31 de octubre de 1993, como reconocimiento a su permanente contribución a la institución y al país.
- Post Mortem cambian el nombre de la Central Hidroeléctrica Daule Peripa[13] por la de Central Hidroeléctrica Marcel Laniado de Wind.

## Fallecimiento
Recordaba su hija María Elena, que en la vida de su padre solo estuvo dos veces internado en un hospital, al menos que ella recuerde, una vez en Miami, en el Jackson Memorial Hospital, por operación en las vértebras, cuando él tenía aproximadamente 40 años (de la cual salió muy bien), y la segunda ocasión en 1998 en Houston de la cual no logró salir y fallece.
Fue a fines de mayo de 1998 que le da un ataque del nervio ciático y no se puede levantar, el Dr. Alcivar lo asiste en Guayaquil, le hace exámenes y le recomienda que viaje por asistencia médica a USA y le hace la reserva en el Saint Hughes Hospital en Houston, sale en ambulancia aérea, ya que no puede caminar ni pararse, y es en ese hospital que le descubren cáncer colorrectal y puntos negros en pulmones y huesos, se presume metástasis, se decide trasladarlo al MD Anderson Cáncer Center en Houston a pocas cuadras del Saint Hughes hospital. Comienza sus exámenes y tratamiento de quimioterapia pero no resiste, se complica y el 5 de agosto de 1998 fallece.